# آقای هیروگلیف

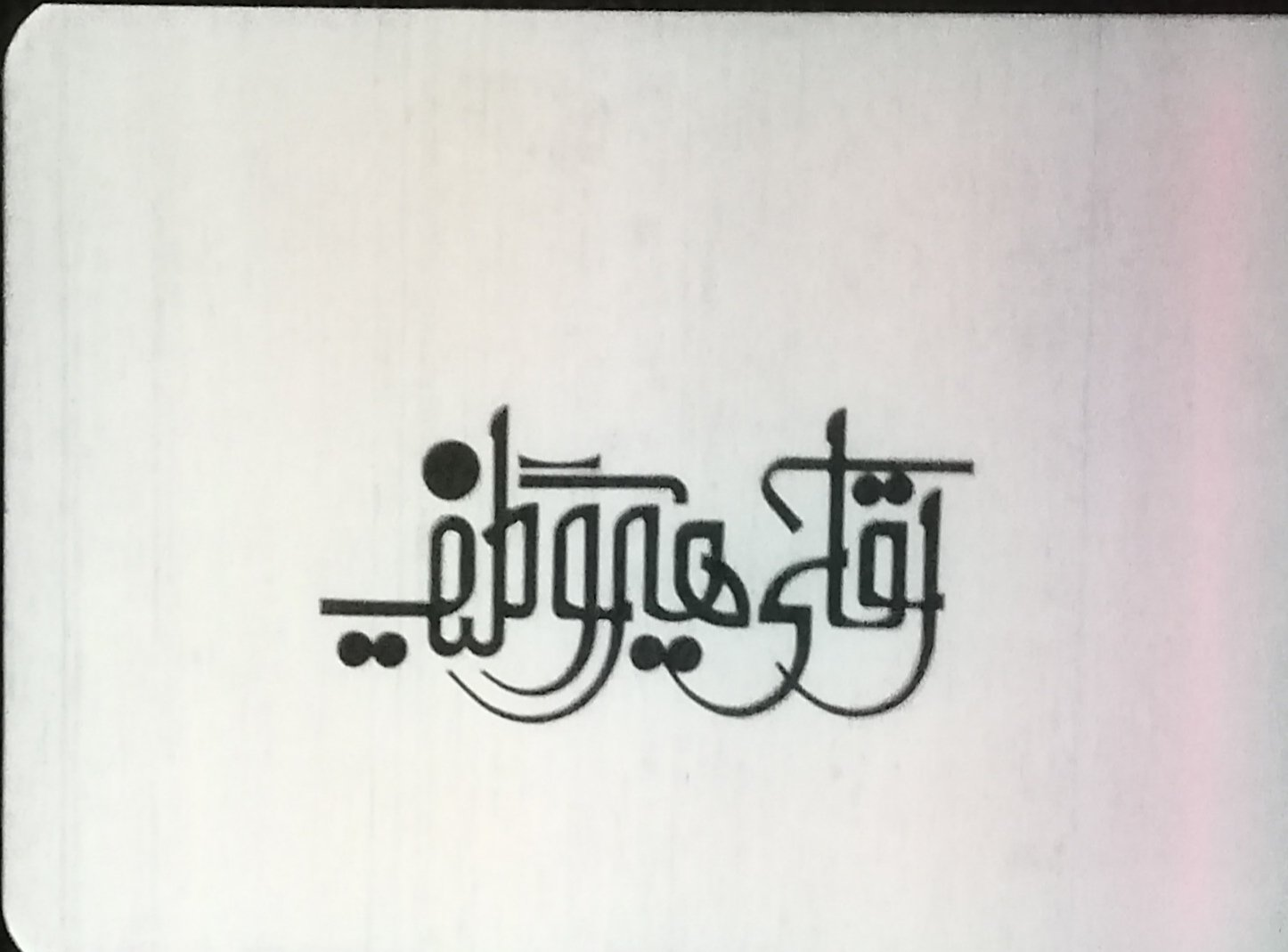
لوگوی فیلم آقای هیروگلیف، از تیتراژ آغازین آن (طرح از یواف دارش)، ۱۳۵۹

آقای هیروگلیف فیلمی در ژانر معمایی به کارگردانی و نویسندگی غلامعلی عرفان ساختهٔ سال ۱۳۵۹ است. این فیلم به دلایلی مانند آنچه توسط ممیزان وزارت ارشاد تحت نام بدآموزی و گرایش‌های الحادی برای همیشه توقیف شد و تا کنون تنها سه اکران رسمی داشته‌است: یکی در اواخر دهه پنجاه، جشنوارهٔ سه‌قارهٔ نانت و به عنوان نمایندهٔ ایران، یکی در میانهٔ دههٔ شصت و برای جمع محدودی از منتقدان و اصناف سینمای ایران و یکی اکران نسخهٔ ترمیم‌شدهٔ آن، با اجازهٔ کارگردان در باغ فردوس و تحت رویدادی به نام «نمایش گزیدهٔ چهل سال سینمای ایران» در سال ۱۳۹۷.

## خلاصه داستان
آقای هیروگلیف، یک روز تعطیل، پریشان از خواب برمی‌خیزد و به اداره اش می‌رود. روی صفحهٔ کامپیوتر او، نشانه‌هایی نامفهوم از شکل‌ها و اعداد و حروف نمایان می‌شوند. او که به تازگی دخترش را در حادثه‌ای مشکوک از دست داده، نگران از اتفاق پیش‌آمده برای تفسیر نقش‌های روی کامپیوتر به کتابخانه می‌رود و در کتابخانه علاوه بر جزوه‌ای مربوط به آموزش خط هیروگلیف، کتابی نوشتهٔ دخترش را می‌یابد که شامل گزارش‌های او به عنوان یک چریک، از زندگی کارگران معدن است…

## پخش اینترنتی
«آقای هیروگلیف» از زمان توقیف در سال ۵۹ تا به امروز، فیلمی گمشده و نایاب تلقی می‌شد. کمتر آرشیوی جز آرشیو فیلمخانهٔ ملی ایران دارای نسخه‌ای از آن بود و کمتر کسی موفق به دیدن آن شده بود. تا این که در مهرماه سال ۱۳۹۹، یک اکانت یوتیوب اقدام به پخش نسخه‌ای از فیلم کرد. این نسخه، برخلاف نسخهٔ اصلی فیلم (به شهادت اکران خانه سینما) سیاه و سفید است و با مدت زمان ۷۶ دقیقه، در آن نشانی از سیزده دقیقهٔ آغازین فیلم نیست.

## بازیگران
- داوود رشیدی در نقش آقای هیروگلیف
- یاسمن آرامی در نقش دختر آقای هیروگلیف
- جعفر والی در نقش بابا پیری کارگر معدن
- فهیمه راستکار در نقش همسر آقای هیروگلیف
- مهین شهابی در نقش خواهر آقای هیروگلیف
- آزیتا لاچینی در نقش خواهر آقای هیروگلیف
- غلامحسین نقشینه در نقش کتابدار
- هادی اسلامی در نقش کارگر معدن
- سیروس گرجستانی در نقش کارگر معدن
- فیروز بهجت محمدی در نقش کارگر معدن
- حسین کسبیان در نقش سرپرست چاپخانه
- محمد مطیع در نقش معدن‌دار
- صفی یزدانیان در نقش کارگر معدن
- جهانگیر صمیمی‌فرد در نقش کارگر معدن
- حسن مختاری در نقش پاسبان
- سامی تحصنی در نقش پرسنل دفترخانه رسمی
- خیرالله تفرشی آزاد در نقش برادر آقای هیروگلیف
- فرهاد رادمنش
- خسرو پیغامی
- حمید غلامی صبا
- جاماسب فردوس